# (4126) Mashu
(4126) Mashu (1988 BU) – planetoida z pasa głównego asteroid okrążająca Słońce w ciągu 5,77 lat w średniej odległości 3,22 j.a. Odkryta 19 stycznia 1988 roku.